# Thornbury Castle
Thornbury Castle er et slot i Thornbury i South Gloucestershire i England. Opførelsen blev påbegyndt i 1511 som hjem for Edward Stafford, 3. hertug af Buckingham. Det er ikke en egentlig borg, men i højere grad et tidligt eksempel på et tudor country house med minimale forsvarsværker. Det er i dag et listed building af første grad.

## Historie
Der har ligget en herregård på steder siden 930. Japser Tudor, hertug af Bedford, døde på herregården i 1495. Dele af planerne til et meget stort residensslot var "meget avancerede" før hertugen blev halshugget for forræderi i 1521 på ordre af sin fjerne fætter Henrik 8.. Som på kongens palads i Sheen bestod Thornbury af omkransede gårdspladser med en symmetrisk indgang, en central portbygning og oktagonale tårne i hjørnerne.
Efter hertugens død blev Thornbury konfiskeret af Henrik 8., som boede på slottet i ti dage i august 1535 med sin dronning Anne Boleyn. Efter den engelske borgerkrig gik slottet i forfald, men det blev renoveret i 1824 af Howardfamilien. Det ligger bag St Mary's Church, som blev grundlagt under normannerne.
Mellem 1966 og 1986 drev Kenneth Bell slottet som en af Storbitanniens bedste restauranter med ansatte som den britiske madskribent Nigel Slater og den senere dommer fra MasterChef New Zealand, Simon Gault  i deres tidlige karriere.
I dag er slottet et luksushotel med 26 værelser og restaurant, og det bliver brugt til bryllupper.
Desuden findes et GWR Castle-klasse 4-6-0 lokomotiv med navnet 7027 Thornbury Castle.

## Galleri
- Slottet set fra toppen af kirketårnet på St Mary’s Church.
- Tag og skorstene på slottet.
- Detaljer på skorstenene. Murstensarbejdet er fra 1514.